# Lipolexis myzakkaiae
Lipolexis myzakkaiae är en stekelart som beskrevs av Pramanik och Dinendra Raychaudhuri 1984. Lipolexis myzakkaiae ingår i släktet Lipolexis och familjen bracksteklar. Inga underarter finns listade i Catalogue of Life.